# Корчёнов, Александр Александрович
Александр Александрович Корчёнов (1972, Казань) — узбекистанский футболист, полузащитник.
Сын советского футболиста Александра Корчёнова, погибшего вместе с командой «Пахтакор» в авиакатастрофе над Днепродзержинском в 1979 году.
Играл в чемпионате Узбекистана в 1992—1993 годах за «Пахтакор-79»/МХСК Ташкент, провёл 39 игр. Выступал за другие ташкентские клубы.